# Art of the Devil II
Art of the Devil II (Thai: ลองของ) ist ein thailändischer Horrorfilm aus dem Jahr 2005 und nach Art of the Devil der zweite Teil einer gleichnamigen Filmtrilogie. Regie führte ein Team aus sieben thailändischen Filmemachern, genannt das „Ronin-Team“.

## Handlung
Ta ist ein schwieriger heranwachsender Schüler, der mit seinem geliebten Vater, den er sehr verehrt, sowie mit seiner Stiefmutter, Aajaan Panor, nebst Halbbruder zusammenlebt. Der junge Mann hat starke Vorbehalte gegen die neue Frau an der Seite seines Vaters, die auch sein geschätzter alter Herr nicht aus der Welt schaffen kann. Eines Tages fühlt sich Ta in seiner Meinung bestärkt, als er seine attraktive Stiefmutter, selbst Lehrerin an seiner Schule, heimlich beim Liebesakt mit einem tyrannischen Sportpädagogen beobachtet. Den Hinweis gab ihm zuvor sein Jugendfreund Paw, ein dubioser Knabe, der rasend vor Eifersucht seine heimliche und viel ältere Liebhaberin, er machte Aajaan zeitlich versetzt mittels dunkler Magie zu seiner Sexsklavin, anonym dem Spott der Öffentlichkeit preisgeben will.
Ta kontaktiert seinen Vater, doch entgegen seiner Annahme trennt dieser sich nicht von seiner vermeintlich untreuen Gefährtin, sondern stellt sich vielmehr loyal an die Seite seiner Gemahlin, um ihr bei dem bevorstehenden Skandal beizustehen. Die unschuldige Erzieherin, sie wurde von einer dämonischen Kraft zum Beischlaf mit Paw und dem Sportlehrer gedrängt, wird später der Schule verwiesen, ihre Karriere ist abrupt beendet.
Ta ist vom Ehebruch der Schönheit überzeugt, er ahnt nichts von der Rolle Paws im verworrenen Beziehungsgeflecht. Gemeinsam mit fünf seiner Freunde, darunter auch Paw, beschattet er daraufhin den zu Gewalt neigenden Geliebten seiner Stiefmutter. Der Sporttrainer bemerkt allerdings die Clique, und es gelingt ihm bereits nach kurzer Zeit die jungen Leute dingfest zu machen. Anschließend misshandelt der triebhafte Lehrer die Gruppenmitglieder und vergeht sich sexuell an zwei weiblichen Schülerinnen. Die gedemütigten Jugendlichen beschließen sich mit allen erdenklichen Mitteln zu wehren, suchen hierzu jenen dunklen Hexer auf, der mittels Khmer Magie ihren Peiniger verflucht, bis dieser einen qualvollen Tod erleidet. Von der Gruppe unbemerkt sucht Paw den Magier heimlich auf und bittet ihn, Aajaan zu verfluchen, damit sie „unvergesslich leidet“. Die mysteriösen Geschehnisse verändert die leidgeprüfte Liebhaberin. Sie verstümmelt sich und bricht seelisch völlig ein, bis sie sich schicksalshaft einer Zauberin anvertraut, die sie vom unheilvollen Bann befreit; sie selbst kann fortan unheilvolle Flüche wirken. Der Beginn eines Rachefeldzuges.
Zwei Jahre später treffen sich die sechs Freunde zu einem gemeinsamen Wochenende auf dem Lande. Sie wollen Ta besuchen, der seit dem mysteriösen Selbstmord seines Vaters, mit Aajaan Panor in einem traditionellen Pfahlbau lebt. Die Gruppe erhofft sich alte Zeiten wiederaufleben zu lassen, was anfänglich auch mit dem heiteren Beisammensein gelingt. Kleinere Konflikte werden überspielt, totgeschwiegen oder aber nicht verarbeitet, wie beispielsweise die leidgeprüfte Beziehung Tas zu seiner Jugendliebe Kim, die ihn einst als Hemmnis für ihr Medizinstudium ansah, sich von ihm loslöste und seitdem mit dem ebenfalls anwesenden Paw liiert ist. Diese Idylle endet jedoch jäh in einem tödlichen Überlebenskampf. Die unheimliche Macht, die Paw einst heraufbeschwor, wendet sich nun in Form der rachsüchtigen Ex-Lehrerin gegen sie. Sie werden fortan vom Bösen gejagt, von Geistern geplagt und der Reihe nach getötet. Das Sterben beginnt.
Die Überlebenden kämpfen bald auch mit internen Querelen, der notwendige Zusammenhalt im Kampf gegen die dunklen Flüche schwindet. Die Rächerin hat so leichtes Spiel mit ihren Opfern. Der eingeschüchterte Paw, den die Ex-Lehrerin foltert, klärt seine zwei verbliebenen Gefährten über die Geschehnisse der jüngeren Vergangenheit auf, bis er einen grausamen Foltertod erleidet. Er ist für den Niedergang Tas Familie verantwortlich und Zugleich der Initiator der Mordserie. Wenige Augenblicke später stürmt die Polizei das Anwesen, tötet die Rächerin und befreit Kim und Ta. Am Ende des Films erwacht die Studentin im Krankenbett an der Seite ihres Ex-Freundes Ta. Dieser entpuppt sich als längst verstorbener Geist, der aufgrund eines jugendlichen Wettstreits – Kim buhlte einst um die Gunst des Jungen, bemächtigte sich fataler Weise dunklen Magie – nicht loslassen kann, da er bis ans Lebensende an sie gebunden ist. In der letzten Szene tötet er seine Gefährtin, so dass letztlich alle Jugendlichen, die einst Magie anwendeten sterben!

## Kritiken
Die Filmzeitschrift VideoWoche betitelt die ‚Ich weiß, was du letzten Sommer getan hast‘-Variante als „einen der blutigsten fernöstlichen Gruselschocker seit langem.“ Detailfreudige Großaufnahmen, in denen „Leiber geschunden und Menschen kulinarisch verwertet“ werden, untermauern diese These. Ferner kommt man zu der Überzeugung, dass „alles gut gespielt“ sei und „handwerklich versiert“ vorgetragen werde. Kurzum: „Ein Tipp für hartgesottene Genrefreunde, dem sein Ruf in der Szene voraus eilt.“